# Großer Leberegel
Der Große Leberegel (Fasciola hepatica) ist ein weltweit vorkommender Parasit (Saugwurm) von bis zu 3 cm Länge und lorbeerblattähnlicher Form, der als Endwirt Pflanzenfresser wie Rinder oder Schafe befällt, allerdings auch Schweine, Menschen und andere Säugetiere (er wurde etwa auch schon im Kot von Hunden nachgewiesen). Die Infektion bei Schafen erfolgt hauptsächlich im Sommer und Herbst auf der Weide. Der Befall mit dem Großen Leberegel wird Fasziolose genannt.

## Entwicklungszyklus
Ein erwachsener Leberegel legt im Gallengangsystem des Endwirtes Eier ab, die mit dem Kot in die Umwelt gelangen. Diese Eier überleben dort 2 bis 6 Monate. Sie sind 130–150 µm lang, 62–90 µm breit und von charakteristischer gelblicher Färbung mit einem Operculum, sind aber nicht von Eiern der Art Fasciola gigantica zu unterscheiden. Die Eier reifen im Wasser. Wenn die klimatischen Bedingungen günstig sind (15–25 °C), entwickeln sich innerhalb von 9–21 Tagen die Wimpernlarven (Mirazidien). Unter 10 °C findet keine Weiterentwicklung statt, die Eier bleiben jedoch über Monate lebensfähig.
Die Wimpernlarven schwimmen nach dem Schlüpfen mit Hilfe ihrer Zilien, bis sie einen Zwischenwirt finden. Dies muss innerhalb von 24 Stunden geschehen, da die Mirazidien ansonsten absterben. Als Zwischenwirt fungiert die amphibische Kleine Sumpfschnecke (Galba truncatula, auch „Leberegelschnecke“ genannt, < 1 cm Länge). In Australien ist der Zwischenwirt Lymnaea tomentosa, in Nordamerika sind es Fossaria modicella und Fossaria bulimoides. Als weitere Gattung wird von Gerhard Piekarski Radix genannt (Siehe  Lungenschnecken).
In der Schnecke entwickelt sich die Larve zur Sporozyste weiter, in der sich mehrere Redien bilden, die wiederum Tochterredien bilden, bis sich aus diesen Schwanzlarven (Zerkarien) entwickelt haben. Dieser Vorgang dauert ca. 2 Monate und endet in bis zu 2000 Zerkarien. Die Zerkarien entwickeln sich in der Schnecke am besten bei Temperaturen von 20 bis 25 °C innerhalb von 6 bis 7 Wochen.
Die Zerkarien verlassen aktiv die Schnecke und heften sich dicht unter der Wasseroberfläche an Pflanzen o. ä. an, wo sie sich enzystieren. Während dieses Vorgangs verlieren sie ihren Schwanz. 24 Stunden nach dem Enzystieren sind die Metazerkarien infektiös. Die Überlebensdauer beträgt bei +10 °C mindestens 130 Tage; bei −10 °C 7–28 Tage; bei −20 °C 12 h, und bei +35 °C bis zu 14 Tagen. Das Überleben auch unter europäischen Winterbedingungen erscheint möglich. Direktes Sonnenlicht sowie hohe Luftfeuchtigkeit bei Extremtemperaturen scheint die Überlebensdauer zu beeinträchtigen.
Von diesen Pflanzen gelangen sie wiederum in den Endwirt und können dort heranwachsen. Seltene Infektionen beim Menschen in Europa sind durch Genuss roher Brunnenkresse, seltener auch Löwenzahn sowie Fallobst, besonders aus verseuchtem Weideland bekannt bzw. vermutet. Innerhalb einer Stunde nach Aufnahme beginnen die Metazerkarien sich im Dünndarm des Wirtes zu exzystieren. Nach dem Durchdringen der Dünndarmwand finden sie sich innerhalb von 2 Stunden in der Bauchhöhle. Nach 24 Stunden entwickelt sich die Mehrzahl zu reifenden Würmern (Larven), nach 48 Stunden beginnen diese die Leberkapsel zu durchdringen, die Mehrzahl hat das Leberparenchym innerhalb von 6 Tagen erreicht. In der Leber wandern sie für 5 bis 6 Wochen, sich direkt von Lebergewebe ernährend. Sie wandern schließlich in die Gallengänge ein, wo sie die sexuelle Reife erlangen. Die Eiablage beginnt (nach Untersuchungen bei Schafen und Rindern) ca. 2 Monate nach Aufnahme der Metazerkarien. 2–3 Wochen für die Reife der Eier, 6 bis 7 Wochen für die Entwicklung der Zerkarien in den Schnecken ergibt eine Zyklusdauer von 14 bis 23 Wochen.

## Verbreitung

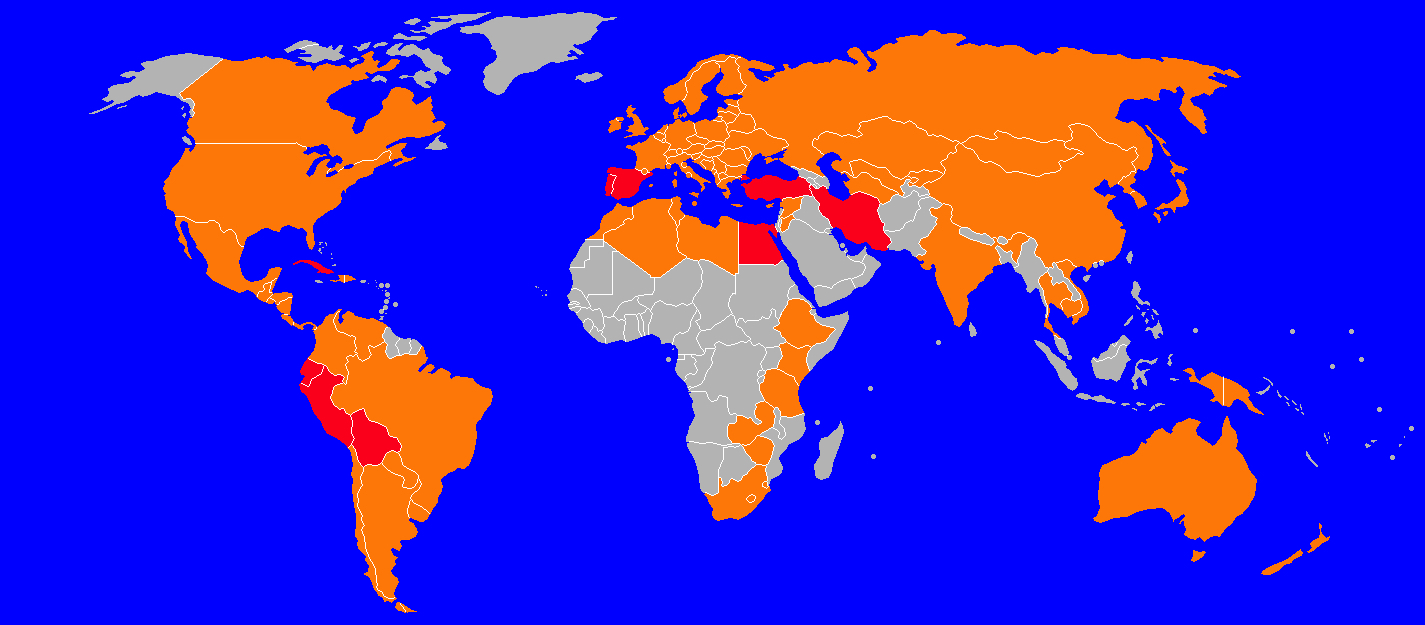
Fasciola hepatica prevalence

Die Weltkarte zeigt die Verbreitung des Leberegels. Rot gefärbte Länder weisen eine hohe Prävalenz auf. Das sind in Europa Spanien und Portugal, in Asien die Türkei und der Iran, in Afrika Ägypten, in Lateinamerka Cuba, Bolivien, Peru und Ecuador. Das Hochland von Bolivien hat die höchste Prävalenz weltweit. Orange gefärbte zeigen eine mittlere oder geringe Prävalenz an. Die Grafik gibt den Kenntnisstand von 2011 wieder. In Deutschland ist der Leberegel bei Rindern in den Bundesländern Schleswig-Holstein, Niedersachsen, Mecklenburg-Vorpommern und Bayern häufiger verbreitet.